# Jardin de pluie
 (novembre 2016).

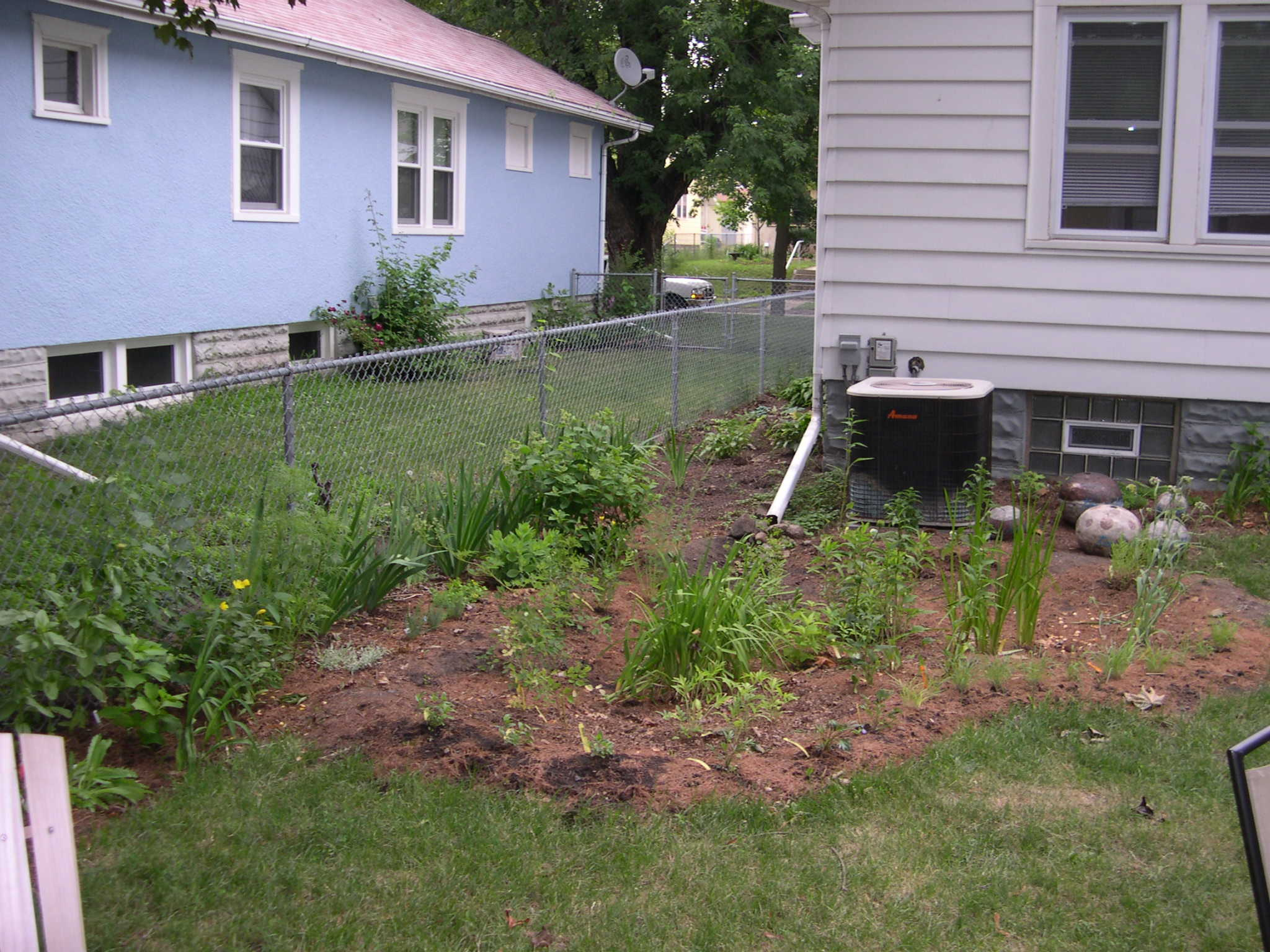
Jardin pluvial en construction, à partir des eaux de trop-plein d'un bac de récupération des eaux pluviales

Un jardin de pluie ou jardin pluvial (en anglais rain garden) est l'une des nombreuses formes des jardins d'eau et techniques alternatives pour la gestion des eaux de ruissellement urbain.

## Description
Il présente la particularité d'être uniquement alimenté avec des eaux pluviales, généralement apportées par une gouttière ou un autre type de collecteur :
- il peut contenir une zone étanche qui conservera de l'eau plus longtemps, en fond de noue.
- c'est généralement un micro-jardin, planté de plantes palustres et parfois de plantes aquatiques, mais il peut avoir une vocation (secondaire ou principale) d'épuration de l'eau (phytoépuration par lagunage naturel), avant infiltration de celle-ci vers la nappe phréatique, ou parfois de bassin d'orage, d'inondation ou écrêteur de crues.

Il est généralement installé en aval d'une sortie de gouttière, d'une terrasse (éventuellement d'une terrasse végétalisée) ou d'un système de récupération d'eaux pluviales. Ce micro-jardin présente la caractéristique de recevoir des afflux irréguliers d'eau. Il est généralement conçu de manière à épurer les eaux avant de les infiltrer sur place. C'est un des dispositifs recommandés dans les jardins d'écoquartiers, qui peut inclure une petite zone plus étanche de marais filtrant ou de lagunage naturel.

## Conception
La conception d'un jardin de pluie dépend de nombreux facteurs locaux, comme la pluviométrie, le niveau de protection envisagé, la végétation souhaitée ou les prescriptions données par la collectivité en matière de gestion des eaux pluviales.

### Volume de stockage
La variable de dimensionnement majeure est le volume de stockage du dénivelé. Des méthodes classiques de dimensionnement de volume de stockage d'eau pluviale peuvent être utilisées, avec comme donnée d'entrée la vitesse d'infiltration estimée a priori, bien qu'elle s'avère souvent sous-estimée étant donné qu'à maturité le complexe végétal est beaucoup plus perméable que le sol non végétalisé sur lequel la mesure de perméabilité a été faite. Pour de petites installations, il peut être efficient de choisir le volume en question égal au volume correspondant à la pluie choisie comme niveau de protection.

### Choix des plantes
La Ville de Paris a publié dans une de ses fiches d'aide à la conception, dans le cadre de l'application de son Zonage pluvial, une liste de plantes favorables aux jardins de pluie. Il s'agit principalement, selon cette fiche, de plantes de lit majeur de rivière. À l'exception de l'éventuelle portion maintenue imperméable pour faire une mare, il convient d'éviter l’implantation de plantes aquatiques, le jardin de pluie ne restant en fait que très peu de temps en eau.

## Services rendus
En milieu urbain, le jardin de pluie permet de réduire considérablement les quantités d'eau de ruissèlement envoyées au réseau unitaire d'assainissement, ce qui réduit fortement le risque d'inondation par débordement des égouts et de pollution du milieu naturel. Ainsi il est possible de déconnecter complètement un impluvium urbain.
En plus de ces services hydrauliques, le jardin de pluie procure d'autres services écosystémiques, comme la lutte contre les îlots de chaleur urbains ou la phytoremédiation.

### La question de l'évapotranspiration
L'installation de jardins de pluie en milieu urbain a amené les acteurs de l'urbanisme à s'interroger sur la vulnérabilité du sous-sol vis-à-vis de l'infiltration, et de connaitre la part d'eau qui s'infiltre en profondeur et la part qui part en évapotranspiration. Des études ont montré que les jardins de pluie bénéficiaient d'une évapotranspiration bien supérieure à ce que prévoit la théorie,. Il est par conséquent possible d'envisager d'utiliser un jardin de pluie même en cas de sous-sol sensible, moyennant un taux de concentration réduit à 5 m2 de surface de collecte pour 1 m2 de jardin de pluie.